# Okręg wyborczy Clackmannan and East Stirlingshire
Okręg wyborczy Clackmannan and East Stirlingshire powstał w 1918 r. i wysyłał do brytyjskiej Izby Gmin jednego deputowanego. Okręg obejmował dystrykt Clackmannan w centralnej Szkocji. Został zlikwidowany w 1983 r.

## Deputowani do brytyjskiej Izby Gmin z okręgu Clackmannan and East Stirlingshire
- 1918–1922: Ralph Glyn, Partia Konserwatywna
- 1922–1931: Lauchlin Weir, Partia Pracy
- 1931–1935: James Wellwood Johnston, Partia Konserwatywna
- 1935–1939: Lauchlin Wier, Partia Pracy
- 1939–1970: Arthur Woodburn, Partia Pracy
- 1970–1974: Dick Douglas, Partia Pracy
- 1974–1979: George Reid, Szkocka Partia Narodowa
- 1979–1983: Martin O'Neill, Partia Pracy